# Улица Орджоникидзе (Тверь)
Улица Орджоники́дзе — улица в Московском районе города Твери, проходит от площади Гагарина до бульвара Цанова.

## География
Улица Орджоникидзе начинается от пересечения Московского шоссе и улиц Вагжанова и Индустриальная. Идёт в юго-западном направлении, пересекает реку Лазурь и две набережные на обеих берегах, улицу Ротмистрова, проспект Победы, улицу Тамары Ильиной, Склизкова и упирается в бульвар Цанова.
Общая протяжённость улицы Орджоникидзе составляет 2,5 км.

## История
В середине 1930-х годов от Московской заставы до Лазури и дальше по её берегу до Волжской ветки был насыпан вал. В 1935 году по этому валу провели улицы, в створе которой был построен деревянный мост через реку Лазурь.
За мостом эта улица дошла примерно до современной Озёрной улицы. Названия не имела.
В 1947 году улица была продлена до Зелёного проезда и названа в честь Григория Орджоникидзе, потом начался снос прежних строений улицы.
В 1947—1950-х годах участок от набережной реки Лазури до Озёрной улицы был застроен двух- и трёхэтажными кирпичными жилыми домами.
В течение 1960-х годов участок от улицы Склизкова застроили панельными и кирпичными четырёх- и пятиэтажками.
В 1990-х годах за торговым центром был открыт мини-рынок, а перед ним выстроены два кирпичных магазина.